# Journal of the ACM
Journal of the ACM は、計算機科学全般、特にその理論的側面を扱う査読付き科学雑誌である。これは、Association for Computing Machinery の公式雑誌である。現在の編集長はベンカテサン・グルスワミである。
1954年に創刊され、「計算機科学者は例外なくJournal of the ACMを高く評価している」と評されている。